# UBuhlebezwe
uBuhlebezwe (officieel Ubuhlebezwe Local Municipality) is een gemeente in het Zuid-Afrikaanse district Harry Gwala.
uBuhlebezwe ligt in de provincie KwaZoeloe-Natal en telt 101.691 inwoners.

## Hoofdplaatsen
Het nationaal instituut voor de statistiek, Stats SA, deelt sinds de census 2011 deze gemeente in in 63 zogenaamde hoofdplaatsen (main place):
Amashaka • Amatolo • Bhobhobho • Bongindawo • Bovini • Echibini • Emkhubane • Esigubudwini • Etshenilenduna • Gqumeni • Highflats • Hlokozi • Hlutankungu • Icabazi • Incalu • Ixopo • Jolivet • Kadeda • Koshange • Kozondi • KuMpondo • KuMpotshosi • KwaBhidla • KwaMagidigidi • KwaNokweja • Kweletsheni • Lufafa • Mahehle • Mandlekazi • Mantulela • Manzayabila • Mariathal • Mgobansimbi • Mgodi • Mhlabatshane • Mhlweni • Mkhunya • Mphesheya • Mpofini • Mpunga • Mvutshini • Mziki • Ndonyane • Ndunduma • Ngongonini • Nhlangwini • Nhlozane • Nkalokazi • Nkwanini • Ntabane • Ntambama • Ntapha • Ntshayamoya • Phuthini • Plainhill • Qumeni • Sangcwaba • Somelulwazi • Springvale Mission • Tsheleni • Ubuhlebezwe NU • Umhlabatyan • Velabethuke.